# サトノフラッグ
サトノフラッグ（英語: Satono Flag、2017年2月26日 - ）は、日本の競走馬。2020年の弥生賞ディープインパクト記念(GII)の勝ち馬である。

## デビュー前
2017年2月26日に、北海道安平町のノーザンファームで誕生。2017年のセレクトセール当歳市場に上場され、1億6500万円で里見治（サトミホースカンパニー）が落札した。育成後、美浦の国枝栄厩舎に入厩する。

## 戦績

### 2歳（2019年）
10月19日、東京競馬場芝2000mの2歳新馬戦でデビューし、レースでは道中中団追走も6着。2走目東京の未勝利戦で初勝利、コースレコードもマークした。

### 3歳（2020年）
1月5日に行われた中山競馬場の1勝クラスでは好位追走から最後の直線で先頭に立ち2連勝。
3月8日に行われた弥生賞ディープインパクト記念には、父ディープインパクトの主戦武豊騎乗で出走し、レースでは後方追走から徐々にポジションを上げ先頭に並びかけると直線ではワーケアに1馬身4分の3差をつけ、3連勝で重賞初制覇を果たした。この勝利で皐月賞の優先出走権を獲得し、国枝も皐月賞へ向かうことを明言した。
迎えた皐月賞では連覇を狙うルメールとのコンビで参戦。ホープフルステークス勝ち馬コントレイル、朝日杯フューチュリティステークス勝ち馬サリオス、京成杯勝ち馬のクリスタルブラックなどが顔を揃える中、2番人気に推された。レースでは上々のスタートを決め、中団をリズムよく追走。外を回り最後の直線を迎えたが、伸び切れず5着に敗れた。（競走に関する詳細は、第80回皐月賞を参照。）
続く東京優駿（日本ダービー）では2戦振りに武豊に鞍上が戻った。皐月賞の1,2着馬コントレイルとサリオスが中心との見方が強い中、本馬は前走の敗戦もあり、先述の2頭とワーケアに次ぐ4番人気で出走。レースでは後方待機策を選択したが、直線で伸びきれず11着に大敗。レース後に鞍上の武豊は「道中の感じは悪くなかったが、勝った時（弥生賞）のような末脚がなかった」とコメントした。（競走に関する詳細は、第87回東京優駿を参照。）
秋はセントライト記念から始動。鞍上に新馬戦以来となる戸崎圭太を迎え、1番人気に支持されたが、レースでは逃げたバビットを捉えきれず2着となった。しかし2着となり菊花賞の優先出走権を確保したことで、国枝は「オーナーと相談してからだけど、菊花賞に行くことになると思う」とコメントした。
引き続き戸崎鞍上で菊花賞に出走。単勝34.9倍の5番人気となった。レースでは三冠を達成したコントレイルとその2着のアリストテレスには及ばなかったが、後方から伸びて、最後は4着ディープボンドを交わして3着を確保した。

### 4歳（2021年） ～5歳（2022年）
3か月ぶりの実戦となった4歳初戦、アメリカジョッキークラブカップはまくり気味に進出を開始するも直線で止まり11着に終わった。続く金鯱賞は7着に敗れる。次走のエプソムカップは道中は後方で脚を溜め、メンバー最速の上がり3ハロン34秒3の脚で追い込むも勝ったザダルを捕らえ切れず2着に終わった。
エプソムカップ後に右橈骨遠位端骨折を発症し、6ヶ月以上の休養が必要と発表された。その後、長期の休養に入ることになった。

### 6歳（2023年）
1月28日の白富士ステークスに田辺裕信とのコンビで1年7か月ぶりに出走するも、3コーナーで左前肢跛行を発生し競走を中止した。2月3日付でJRAの競走馬登録を抹消された。引退後はノーザンファームに戻って乗馬となる予定であったが、母のバラダセールを生産した縁からアルゼンチン共和国のバカシオン牧場で種牡馬入りすることが決まった。

## 競走成績
以下の内容はnetkeiba.comの情報に基づく。
| 競走日     | 競馬場 | 競走名             | 格   | 距離（馬場）  | 頭 数 | 枠 番 | 馬 番 | オッズ （人気） | 着順     | タイム （上り3F） | 着差     | 騎手          | 斤量 [kg] | 1着馬（2着馬）   | 馬体重 [kg] |
| ---------- | ------ | ------------------ | ---- | ------------- | ----- | ----- | ----- | --------------- | -------- | ----------------- | -------- | ------------- | --------- | ---------------- | ----------- |
| 2019.10.19 | 東京   | 2歳新馬            |      | 芝2000m（重） | 13    | 5     | 7     | 004.70（3人）   | 06着     | R2:03.2（35.4）   | -1.5     | 0戸崎圭太     | 55        | フィリオアレグロ | 494         |
| 0000.11.16 | 東京   | 2歳未勝利          |      | 芝2000m（良） | 16    | 4     | 8     | 003.70（1人）   | 01着     | R1:59.5（34.5）   | -0.5     | 0O.マーフィー | 55        | （デジマノハナ） | 492         |
| 2020.01.05 | 中山   | 3歳1勝クラス       |      | 芝2000m（良） | 10    | 6     | 6     | 001.60（1人）   | 01着     | R2:01.4（35.3）   | -0.5     | 0O.マーフィー | 56        | （アンサンブル） | 494         |
| 0000.03.08 | 中山   | 弥生賞ディープ記念 | GII  | 芝2000m（重） | 11    | 1     | 1     | 002.80（2人）   | 01着     | R2:02.9（36.1）   | -0.3     | 0武豊         | 57        | （ワーケア）     | 492         |
| 0000.04.19 | 中山   | 皐月賞             | GI   | 芝2000m（稍） | 18    | 3     | 5     | 003.60（2人）   | 05着     | R2:01.8（36.4）   | -1.1     | 0C.ルメール   | 57        | コントレイル     | 488         |
| 0000.05.31 | 東京   | 東京優駿           | GI   | 芝2400m（良） | 18    | 7     | 15    | 016.50（4人）   | 11着     | R2:25.3（34.7）   | -1.2     | 0武豊         | 57        | コントレイル     | 488         |
| 0000.09.21 | 中山   | セントライト記念   | GII  | 芝2200m（良） | 12    | 7     | 9     | 003.70（1人）   | 02着     | R2:15.3（36.5）   | -0.3     | 0戸崎圭太     | 56        | バビット         | 486         |
| 0000.10.25 | 京都   | 菊花賞             | GI   | 芝3000m（良） | 18    | 5     | 10    | 034.90（5人）   | 03着     | R3:06.1（35.2）   | -0.6     | 0戸崎圭太     | 57        | コントレイル     | 490         |
| 2021.01.24 | 中山   | AJCC               | GII  | 芝2200m（不） | 17    | 1     | 1     | 004.90（2人）   | 11着     | R2:19.5（38.3）   | -1.6     | 0戸崎圭太     | 56        | アリストテレス   | 500         |
| 0000.03.14 | 中京   | 金鯱賞             | GII  | 芝2000m（重） | 10    | 8     | 9     | 018.20（5人）   | 07着     | R2:02.2（36.9）   | -0.4     | 0C.ルメール   | 56        | ギベオン         | 498         |
| 0000.06.13 | 東京   | エプソムC          | GIII | 芝1800m（良） | 18    | 7     | 13    | 011.80（6人）   | 02着     | R1:45.2（34.3）   | -0.1     | 0戸崎圭太     | 56        | ザダル           | 496         |
| 2023.01.28 | 東京   | 白富士S            | L    | 芝2000m（良） | 10    | 6     | 6     | 033.00（6人）   | 競走中止 | 競走中止          | 競走中止 | 0田辺裕信     | 60        | サリエラ         | 512         |

## 血統表
| サトノフラッグの血統                     | サトノフラッグの血統                                     | サトノフラッグの血統      | （血統表の出典）          | （血統表の出典） |
| 父系                                     | ヘイロー系                                               | ヘイロー系                | ヘイロー系                | [ § 2 ]          |
| 父 ディープインパクト 2002年 鹿毛        | 父の父*サンデーサイレンス Sunday Silence 1986年 青鹿毛   | Halo                      | Hail to Reason            | Hail to Reason   |
| 父 ディープインパクト 2002年 鹿毛        | 父の父*サンデーサイレンス Sunday Silence 1986年 青鹿毛   | Halo                      | Cosmah                    |                  |
| 父 ディープインパクト 2002年 鹿毛        | 父の父*サンデーサイレンス Sunday Silence 1986年 青鹿毛   | Wishing Well              | Understanding             | Understanding    |
| 父 ディープインパクト 2002年 鹿毛        | 父の父*サンデーサイレンス Sunday Silence 1986年 青鹿毛   | Wishing Well              | Mountain Flower           |                  |
| 父 ディープインパクト 2002年 鹿毛        | 父の母*ウインドインハーヘア Wind in Her Hair 1991年 鹿毛 | Alzao                     | Lyphard                   | Lyphard          |
| 父 ディープインパクト 2002年 鹿毛        | 父の母*ウインドインハーヘア Wind in Her Hair 1991年 鹿毛 | Alzao                     | Lady Rebecca              |                  |
| 父 ディープインパクト 2002年 鹿毛        | 父の母*ウインドインハーヘア Wind in Her Hair 1991年 鹿毛 | Burghclere                | Busted                    | Busted           |
| 父 ディープインパクト 2002年 鹿毛        | 父の母*ウインドインハーヘア Wind in Her Hair 1991年 鹿毛 | Burghclere                | Highclere                 |                  |
| 母 *バラダセール Balada Sale 2008年 鹿毛 | 母の父Not For Sale 1994年 黒鹿毛                         | Parade Marshal            | Caro                      | Caro             |
| 母 *バラダセール Balada Sale 2008年 鹿毛 | 母の父Not For Sale 1994年 黒鹿毛                         | Parade Marshal            | Stepping High             |                  |
| 母 *バラダセール Balada Sale 2008年 鹿毛 | 母の父Not For Sale 1994年 黒鹿毛                         | Love for Sale             | Laramie Trail             | Laramie Trail    |
| 母 *バラダセール Balada Sale 2008年 鹿毛 | 母の父Not For Sale 1994年 黒鹿毛                         | Love for Sale             | Museliere                 |                  |
| 母 *バラダセール Balada Sale 2008年 鹿毛 | 母の母La Balada 1999年 鹿毛                              | Confidential Tal          | Damascus                  | Damascus         |
| 母 *バラダセール Balada Sale 2008年 鹿毛 | 母の母La Balada 1999年 鹿毛                              | Confidential Tal          | Confidentiality           |                  |
| 母 *バラダセール Balada Sale 2008年 鹿毛 | 母の母La Balada 1999年 鹿毛                              | La Baraca                 | Mariache                  | Mariache         |
| 母 *バラダセール Balada Sale 2008年 鹿毛 | 母の母La Balada 1999年 鹿毛                              | La Baraca                 | La Bambuca                |                  |
| 母系(F-No.)                              | バラダセール(ARG)系(FN:7)                                | バラダセール(ARG)系(FN:7) | バラダセール(ARG)系(FN:7) | [ § 3 ]          |
| 5代内の近親交配                          | Lyphard 4×5 = 9.38%                                      | Lyphard 4×5 = 9.38%       | Lyphard 4×5 = 9.38%       | [ § 4 ]          |
| 出典                                     | 1. 2. 3. 4.                                              | 1. 2. 3. 4.               | 1. 2. 3. 4.               | 1. 2. 3. 4.      |

- 母バラダセールは2011年のポージャ・デ・ポトランカス（アルゼンチン1000ギニー）、セレクシオン大賞（アルゼンチンオークス）優勝馬[32]。
- 全妹サトノレイナスは、2020年阪神ジュベナイルフィリーズ2着、2021年桜花賞2着。